# Szewiakowo (obwód wołogodzki)
Szewiakowo (ros. Шевяково) – wieś w Rosji, w rejonie grazowieckim obwodu wołogodzkiego. W 2021 r. liczyła 3 mieszkańców.